# Líza sázkařem
Líza sázkařem (v anglickém originále Lisa the Greek) je 14. díl 3. řady (celkem 49.) amerického animovaného seriálu Simpsonovi. Scénář napsali Jay Kogen a Wallace Wolodarsky a díl režíroval Rich Moore. V USA měl premiéru dne 23. ledna 1992 na stanici Fox Broadcasting Company a v Česku byl poprvé vysílán 21. ledna 1994 na stanici ČT1.

## Děj
Když si Líza stěžuje Marge, že Homer nesdílí její zájmy, navrhne mu, aby dělal něco, co ho baví, a tak se s ním Líza dívá na fotbalový zápas v televizi. Poté, co je podveden na poradenské lince pro sázení s prémiovou sazbou, požádá zoufalý Homer Lízu, aby vybrala vítěze. Ta vybere Miami Dolphins, a tak Homer zavolá k Vočkovi a vsadí 50 dolarů. Homer a Líza oslavují vítězství Delfínů. 
Protože je Líza v tipování vítězných týmů zběhlá, vyhlásí Homer každou neděli během fotbalové sezóny za Den tatínka a dcery. Líza si udržuje vítěznou sérii po osm týdnů a vydělává otci další peníze, protože se blíží Super Bowl. Homer kupuje rodině drahé dárky a jídlo za své výdělky ze sázení. Když se Líza Homera zeptá, jestli mohou jít v neděli po Super Bowlu na výlet, řekne jí, že dny tatínka a dcery skončily až do příští fotbalové sezóny. Líza si uvědomí, že Homer chtěl, aby mu pouze pomáhala při hazardních hrách, a neváží si její společnosti. 
Po noční můře, v níž se jí zdá, že její dětské sportovní sázení s Homerem způsobilo, že z ní vyrostla třikrát rozvedená kuřačka, která navštěvuje kasina a je nutkavou hráčkou, se zcela zdrcená Líza vzdá všech hraček, které jí Homer koupil za své sázkové zásoby, včetně několika luxusních doplňků Malibu Stacy. Homer se s ní snaží usmířit, ale ona je příliš zraněná na to, aby s ním vůbec mluvila. Souhlasí, že Homerovi řekne, kdo vyhraje, ale varuje ho, že je tak rozrušená, že by si mohla podvědomě přát, aby prohrál. Vysloví záhadnou předpověď: pokud ho stále miluje, vyhraje Washington; pokud ne, zvítězí Buffalo. Zatímco Homer s napětím sleduje zápas U Vočka, Washington v poslední vteřině skóruje a vyhraje. Homer je radostí bez sebe, že ho dcera stále miluje, a tak zruší schůzku s Barneym na bowlingu a hned následující víkend se vydá s Lízou na výlet. 
V podzápletce Marge uspořádá s Bartem Den matek a synů tak, že ho vezme na nákupy oblečení. Nutí ho, aby si vyzkoušel nemoderní oblečení, a poníží ho tím, že otevře dveře do zkušebny, což způsobí, že se mu Sherri, Terri a ostatní zákazníci smějí. Bart stráví zbytek dne zavřený v autě, aby se vyhnul bití od šikanátorů za svůj špatný výběr módy, zatímco Marge zůstává nevšímavá.

## Produkce
Epizodu napsali Jay Kogen a Wallace Wolodarsky a režíroval ji Rich Moore. Podle vedoucího pořadu Ala Jeana měla satirizovat „lásku členů štábu k hazardním hrám, zejména k fotbalu“. Kogen, Wolodarsky, Jean, George Meyer, Sam Simon a James L. Brooks byli častými hráči hazardních her. Mnozí členové štábu byli také fotbalovými fanoušky, zejména Kogen a Wolodarsky. V dílu chtěli scenáristé dále rozvinout Lízinu postavu, a proto se rozhodli, že se bude týkat Lízina vztahu s jejím otcem.
Kogen se vyjádřil, že epizody o Líze a Marge „bývají lepšími díly“, protože jsou promyšlenější a mají větší emocionální hloubku. Je však těžší je napsat než ostatní epizody, protože jsou „méně vtipné“. Scenáristé se proto rozhodli nahradit roli Marge Homerem, který bývá vtipnější než ona. Jean poznamenal, že protože má dceru, díly Homer–Líza se mu píší snáze a „vždycky na nich chce pracovat“. Moore řekl, že jsou to jeho nejoblíbenější díly, protože „dvě nejprotikladnější postavy v obsazení nacházejí nějakou společnou řeč. (…) To bylo vždycky zajímavé.“ V jedné scéně Homer donutí Lízu, aby si sedla na konec pohovky a nerušila hru. Yeardley Smithová, dabérka Lízy, vzpomíná, že si mnoho lidí při čtení u stolu myslelo, že Homer je v této scéně „příliš drsný“, ale nakonec byla do epizody stejně zařazena.

## Kulturní odkazy
Epizoda byla odvysílána jen několik dní před Super Bowlem XXVI a správně předpověděla, že Washington Redskins porazí Buffalo Bills. Když se díl reprízoval následující rok (jen několik dní před Super Bowlem XXVII), štáb ji předaboval a místo Washingtonu zmínil Dallas Cowboys; Cowboys vyhráli, takže díl byl opět přesný. Přesný byl i v Super Bowlu XXIX a Jean to komentoval slovy, že vždycky sázel proti Líziným předpovědím, což ho přimělo k otázce: „Proč jsem nedal na Lízinu radu?“. Když Líza studuje fotbal ve springfieldské knihovně, prochází kartový katalog a najde záznam o Phyllis Georgeové, americké sportovní hlasatelce. Anglický název epizody si pohrává s názvem filmu Řek Zorba z roku 1964 a odkazuje na amerického bookmakera a sportovního komentátora Jimmyho Snydera. Jimmy Apollo je založen na Snyderovi a Brent Gunsilman je založen na Brentu Musburgerovi. Pořad, v němž Apollo a Gunsilman vystupují, Inside Football Today, je založen na předzápasovém pořadu CBS The NFL Today, v němž Musburger, George a Snyder vystupovali jako spolumoderátoři. Úvod pořadu s obráncem, který na CGI mřížce stíná hlavu hráči s míčem, vychází z úvodu pořadu The NFL Today používaného v letech 1983–1986. Reklama na Duff Bowl, sež e vysílá během poločasové přestávky, je odkazem na reklamy na Bud Bowl pro Budweiser.
Kromě fotbalových odkazů díl paroduje film Apokalypsa z roku 1979. Homer říká Vočkovi, který má peněženku v botě: „Dřív jsem nesnášel pach tvých zpocených nohou. Teď je to pach vítězství.“, což je hříčka s hláškou z tohoto filmu. V reklamě na svůj nový televizní pořad říká celebrita Troy McClure, že hraje „Jacka Handla, vysloužilého policistu, který sdílí byt s vysloužilým kriminálníkem. Jsme originální podivný pár!“, čímž odkazuje na televizní pořad The Odd Couple. Jeho nový sitcom Handle with Care je sitcom po vzoru seriálu ze 70. let Switch s Eddiem Albertem a Robertem Wagnerem v hlavních rolích. Za výhru v hazardních hrách Homer koupí Marge lahvičku parfému od Meryl Streepové. Parfém se jmenuje Všestrannost a lahvička má tvar Oscara. Liam Lacey z deníku Globe and Mail v recenzi filmu Imagine That z roku 2009 komentoval podobnost mezi tímto dílem a filmem. Uvedl, že „poselství v obou případech je o nebezpečné záměně lásky a peněz. Přirozeně dochází ke zlomu (…), kdy dítě začne přemýšlet, zda ji otec skutečně miluje, nebo jen její výnosný talent.“ Malibu Stacy vychází ze série panenek Barbie.

## Přijetí
V původním americkém vysílání skončil díl v týdnu od 18. do 24. ledna 1992 na 27. místě v žebříčku sledovanosti s ratingem 14,2, což odpovídá přibližně 13 milionům domácností. Byl to ten týden nejsledovanější pořad na stanici Fox. Dabérka Lízy, Yeardley Smithová, získala za svůj výkon v této epizodě v roce 1992 cenu Primetime Emmy za vynikající hlasový výkon. Díl je spolu s epizodou Lízin let do nebe ze 2. řady jednou z nejoblíbenějších epizod člena štábu Simpsonových Dana Castellanety.
Od svého odvysílání získala epizoda od televizních kritiků převážně pozitivní hodnocení. John Carman z deníku San Francisco Chronicle ji označil za svou nejoblíbenější epizodu seriálu, autoři knihy I Can't Believe It's a Bigger and Better Updated Unofficial Simpsons Guide, Warren Martyn a Adrian Wood, napsali, že „je hezké vidět, jak spolu Homer a Líza pro jednou tak dobře vycházejí“. Nate Meyers z Digitally Obsessed ohodnotil díl známkou 5 z 5 a poznamenal, že „každý fotbalový fanoušek si tuto epizodu zamiluje, ale důvod, proč je tak dobrá, je vztah mezi Homerem a Lízou. Ti dva jsou pro sebe skutečně otcem a dcerou, což v divácích vyvolává smích i dojemné emoce.“
Bill Gibron z DVD Verdictu řekl, že díl je „šancí pro Homera a Lízu sblížit se za ne zrovna ideálních, ale vždy zábavných okolností. Kupodivu na to, že se seriál opírá o skutečné události, jako je Super Bowl, aby vedl svou dějovou linii, nepůsobí jako retro.“ Colin Jacobson z DVD Movie Guide si však nemyslí, že epizoda rozvíjí vztah Lízy a Homera, ale „hází několik dobrých šťouchanců do NFL a kultury, která tento sport obklopuje“. Jacobson dodal, že ačkoli se v dílu „opakuje téma zanedbávajícího otce, které jsme nedávno viděli v Ceně lásky, seriál nepůsobí jako pouhé opakování. (…) Není to klasika, ale zůstává nadprůměrným pořadem.“
Daniel Brown z deníku San Jose Mercury News uvedl, že sázení v NFL „se zdá být závislostí celého štábu, a proto je Líza sázkařem plná sofistikovaných gagů o bodových rozpětích a sázkových kancelářích“. Deník Pittsburgh Post-Gazette epizodu označil za 7. nejlepší díl pořadu se sportovní tematikou.